# Edward Dunne
Pour les articles homonymes, voir Dunne.
Edward Fitzsimmons Dunne, né le 12 octobre 1853 à Watertown (Connecticut) et mort le 24 mai 1937 à Chicago (Illinois), est un homme politique américain qui fut notamment maire de Chicago (1905-1907) puis gouverneur de l'Illinois (1913-1917). Figure du mouvement catholique irlandais aux États-Unis, il prit également part à la Conférence de paix de Paris de 1919 pour faire entendre la voix des indépendantistes d'Irlande.

## Biographie
Né en 1853 à Watertown, dans le Connecticut, il est le fils d'un ardent nationaliste irlandais, Patrick William Dunne (1832-1921), qui émigre en Amérique en 1849 après l'échec de la révolte Jeune Irlande. Sa mère, Delia Mary Lawlor, est la fille d'un entrepreneur irlandais prospère et participant à la rébellion irlandaise de 1798, qui a aidé à construire les quais de Galway.
La famille s'installe à Peoria, dans l'Illinois, en 1855 alors que Dunne est encore un bébé, et il y fait ses études dans les écoles publiques. Dunne a trois sœurs. Son père refuse d'envoyer son fils à l'académie catholique locale, car l'Église catholique s'est prononcée contre les activités des Féniens. Par la suite, Dunne et sa famille vont à Chicago.
PW Dunne est un homme d'affaires prospère, actif dans la politique irlandaise et américaine. Il collecte des fonds pour les Féniens, donne généreusement de ses propres fonds et accueille fréquemment des hommes politiques irlandais, des exilés politiques et des rebelles chez lui lorsqu'ils se rendent à Chicago. P.W. Dunne siège au conseil municipal de Peoria dans les années 1860 et est élu à la Chambre des représentants de l'Illinois.
En 1892, à 28 ans, Dunne est élu juge à la Circuit Court de Chicago et siège de 1892 à 1905.

## Carrière politique

### Maire de Chicago (1905-1907)
Dunne démissionne de son poste de juge pour se présenter à l'hôtel de ville de Chicago en janvier 1905, remportant les élections le 4 avril 1905, battant le républicain John Maynard Harlan. Dunne remporte la majorité dans 22 des 35 quartiers de la ville. Le décompte final est de 161 189 votes pour Dunne et 138 671 pour Harlan. Son élection est accueillie avec jubilation par les réformateurs sociaux de tout le pays.
Il entre officiellement en fonction en tant que maire de Chicago le 10 avril 1905 à la chambre du gouvernement de Chicago. Lors du banquet annuel du Jefferson Day qui se tient peu de temps après son investiture, il est salué par William Jennings Bryan, secrétaire d'État de l'Illinois, et Tom L. Johnson, maire de Cleveland, en tant que nouveau leader dynamique du mouvement national pour la réforme. Le principal problème sur lequel Dunne a fait campagne est les transports en commun de la ville (détenus par des entreprises privées), pour lequel il est fermement favorable à une solution qui se traduirait par la propriété municipale immédiate des lignes de tramway de la ville. Comme assistant principal, Dunne choisit Clarence Darrow, qui reçoit le titre de « conseiller spécial des transports auprès du maire ». Après que Darrow ait démissionné de ce poste en novembre 1905, en 1906, Dunne nomme Walter L. Fisher pour le remplacer.
En tant que maire, Dunne joue un rôle déterminant dans la réduction du prix de l'essence à Chicago passant de 1 dollar à 85 cents et de l'eau de 10 cents à 7 cents les mille gallons. Il est également un fervent partisan de la propriété municipale des services publics.

### Gouverneur de l'Illinois (1913-1917)
Dunne devient gouverneur de l'État de l'Illinois le 3 février 1913. Il s'installe avec sa famille au manoir du gouverneur de l'Illinois à Springfield (Illinois). En tant que gouverneur, il rencontre de nombreux visiteurs et invités. L'ancien président américain, Theodore Roosevelt se rend en Illinois pour rencontrer Dunne au manoir du gouverneur de l'Illinois pendant que Dunne est gouverneur.

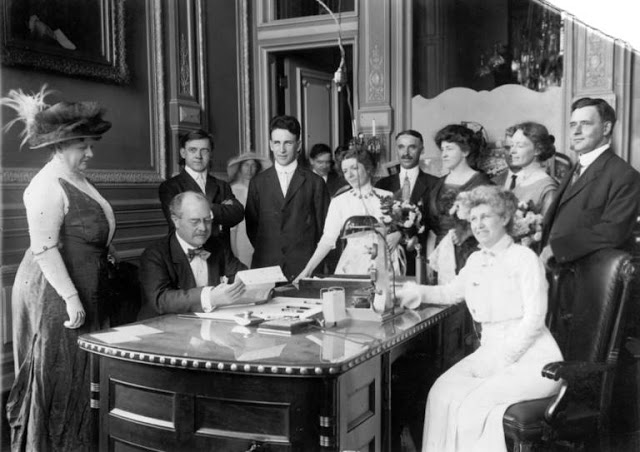
Le gouverneur Edward F. Dunne signe le projet de loi sur le suffrage le 26 juin 1913.

En tant que gouverneur, Dunne défend de nombreuses réformes progressistes, notamment le droit de vote des femmes, des réformes pénitentiaires, des améliorations majeures des infrastructures, la création de la Commission des services publics, de la Commission de l'efficacité et de l'économie, et il élargit également la responsabilité de l'État en matière de supervision des indemnités d'accident du travail, et les retraites des enseignants.
En 1913, le gouverneur Dunne promulgue un projet de loi accordant aux femmes de l'État de l'Illinois le droit de voter pour la présidence des États-Unis. Cela fait de l'Illinois le premier État situé à l'est du fleuve Mississippi à donner aux femmes le droit de voter pour la présidence américaine. Soit six ans avant l'adoption du 19e amendement de la Constitution par l'État fédéral.

## Fin de vie
Dunne est mort le 24 mai 1937 à l'âge de 83 ans dans sa résidence de Chicago. Il est enterré au cimetière de Rosehill à Chicago. Dunne est père de treize enfants.

## Source
- (en) Cet article est partiellement ou en totalité issue d'une traduction de l'article Wikipédia en anglais intitule « en:Edward Fitzsimmons Dunne ».